# Активація лігандів
Активація лігандів (англ. ligand activation) — один з типів реакцій комплексних сполук, який за правилами підрахунку електронів належить до групи (18→18), де числа в дужках показують суму незв'язаних електронів на атомі металу М та електронів на метал-лігандних зв'язках до і після реакції. Загальне рівняння: 
MWXYZA + B → MWXYZ(AB), 
де М — центральний іон металу, а W, X, Y, Z, A — ліганди в комплексі-реактанті, W, X, Y, Z, AB — ліганди в комплексі-продукті.